# Boris Vladimirovitch de Russie
Boris Vladimirovitch, grand-duc de Russie (en russe : Борис Владимирович Романов), né le 12 novembre 1877 à Tsarskoïe Selo et mort le 9 novembre 1943 à Paris, est un cousin germain de Nicolas II de Russie.
Il prit part à la guerre russo-japonaise de 1904-1905 et à la Première Guerre mondiale. Play boy notoire, il parvint à quitter la Russie deux ans après la révolution d'Octobre. En exil, il épousa sa maîtresse et vécut à Paris.
Il avait le grade de major-général. Il fut inscrit à sa naissance au régiment des dragons de la garde, dont son père était le parrain.

## Famille
Boris Vladimirovitch est le second fils du grand-duc Vladimir Alexandrovitch de Russie et de Maria Pavlona, née grande-duchesse de Mecklembourg-Schwerin.

### Mariage
En 1919, il épousa à Gênes sa maîtresse Zénaïde Sergueïevna Rachewskaïa (1896-1963), fille du colonel Serge Alexandrovitch Rachewsky. Il avait été aussi « fiancé » a sa cousine la grande-duchesse Olga Nikolaïevna de Russie (1895-1918) fille du tsar, mais ce projet n'étant guère plaisant aux yeux de la tsarine Alexandra Fedorovna fut abandonné.

## Biographie

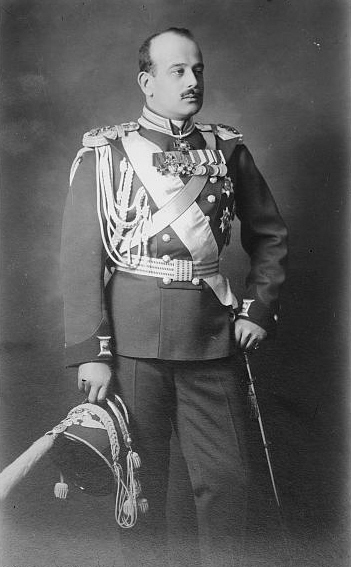
Le grand-duc Boris Vladimirovitch de Russie pendant la Première Guerre mondiale.

Le grand-duc Boris sortit diplômé de l'École de cavalerie Nicolas en 1896 et servit le 12 août suivant dans le régiment des hussards de la Garde impériale, en tant que cornette (correspondant au grade de sous-lieutenant de cavalerie). Le 12 décembre 1897, il fut promu adjudant-général de Sa Majesté Impériale. Commandant au début de la Première Guerre mondiale le régiment de Cosaques Atamansky de la Garde Impériale, il devint Ataman de campagne de toutes les troupes cosaques. Au cours de cette guerre, il acquit la réputation d'un soldat audacieux et expérimenté en première ligne. Il fut fait chevalier de l'ordre de Saint-Georges (4e classe).
Le grand-duc Boris fit construire à Tsarskoïe Selo un manoir ou cottage, comme il l'appelait lui-même, en style anglais. Il y donnait des réceptions où il invitait la jeunesse aristocratique de Saint-Pétersbourg. Le maître des lieux acquit la réputation d'un hôte gai, hospitalier, passionné de divertissement, qui faisait servir des mets et des vins raffinés. Il passait souvent ses vacances en France, notamment à Paris, à Cannes, dont la colonie aristocratique russe était nombreuse, ainsi qu'à Biarritz.
Le grand-duc Boris était un prince excentrique. Il avait l'habitude de prendre un bain avant de passer à table. Ses parents le jugeaient comme un être léger, superficiel, dans l'incapacité de faire face à ses responsabilités. L'impératrice Alexandra ne l'aimait pas, ayant eu vent de ses conquêtes féminines et étant fermement opposée au projet de mariage du grand-duc avec leur fille Tatiana, projet poussé en avant par la grande-duchesse Wladimir, mais repoussé par le couple impérial. Il fit le tour du monde au début du siècle, visitant le Siam, les Indes, le Japon et les États-Unis, où sa nombreuse suite fut largement décrite par les journaux locaux. En juin 1911, en qualité de représentant du tsar, il assista au couronnement du roi George V du Royaume-Uni.
Ses parents voulaient lui faire oublier une maîtresse française qu'il avait eue. Ils se méprirent un tant soit peu sur leur fils, car sa vie indolente cachait aussi paradoxalement une certaine détermination dans l'adversité. Au lendemain de l'abdication de Nicolas II, le grand-duc fut le seul membre de la famille impériale à se rendre par le train à Moguilev. Ne possédant pas d'uniforme à sa disposition, il avait revêtu un habit de cérémonie avant de prendre le chemin de Moguilev. Arrivé à destination, il ne put apporter son aide au souverain russe.

### Révolution russe
De retour à Pétrograd, en mars 1917, le grand-duc Boris fut arrêté et placé en résidence surveillée dans son cottage de style anglais à Tsarskoïe Selo, puis vers le milieu de l'été, il fut libéré.
Libre, le grand-duc Boris rejoignit sa mère et son frère cadet, le grand-duc André dans la ville d'eau de Kislovodsk au sud du Caucase. Il y vécut de sombres heures, mais put échapper à la mort en se réfugiant dans le village montagnard de Konov, où il vécut caché pendant quelques mois.
De façon fortuite, le grand-duc Boris et son jeune frère purent échapper au terrible destin de certains membres de la famille Romanov. Un commandant du groupe des Bolcheviks locaux, ancien peintre, avait été chargé d'exécuter les deux grands-ducs, mais cet homme était une ancienne connaissance du grand-duc Boris. Le commandant ne put se résigner à tuer ce grand-duc qui partageait avec lui la passion de l'art. Il abandonna les deux frères dans le véhicule, et ils prirent la direction d'Anapa occupée par les troupes de l'Armée Blanche.

### L'exil
En compagnie de sa maîtresse Zinaïda (« Zénaïde ») Sergueïevna Rachewskaïa, le grand-duc Boris Vladimirovitch de Russie vécut à Anapa, d'où il s'enfuit début 1919 pour passer en Crimée, puis en France via Constantinople, où il ne resta que quelques jours. Il manifesta à Constantinople son désir de se rendre en Angleterre, mais lord Curzon, alors ministre des Affaires étrangères de Grande-Bretagne, lui opposa un refus. Il prit donc le bateau pour Marseille et s'installa à Paris, mais il fut refoulé au bout de quelques semaines sur ordre de Clemenceau. Le grand-duc et sa maîtresse choisirent donc l'Espagne, mais ils furent refoulés à la frontière. Ils purent enfin s'établir à San Remo.
Le 12 juillet 1919, le grand-duc Boris s'unit morganatiquement à Zénaïde Sergueïevna Rachewskaïa, en l'église grecque de Gênes. L'interdiction de séjourner en France fut levée en 1920 et le grand-duc vécut à Meudon. Il avait pu assister aux derniers jours de sa mère en France.
Après la tragédie de la maison Ipatiev le 17 juillet 1918, date à laquelle l'empereur de Russie et les membres de sa famille furent assassinés, le grand-duc Cyrille Vladimirovitch, frère aîné de Boris devint l'héritier du trône impérial, et en cas de décès, Boris lui succéderait. Mais celui-ci n'espérant plus un rétablissement de la monarchie en Russie, renonça aussitôt à ses droits de succession au trône.
Les membres de la famille impériale russe en exil vécurent dans un certain état de pauvreté. Lors de sa fuite de Russie, la grande-duchesse Vladimir, mère du grand-duc Boris, put récupérer ses bijoux dont elle vendit une grande partie, et les fonds récoltés permirent au grand-duc et à son épouse de vivre confortablement à Paris.

### Décès et inhumation

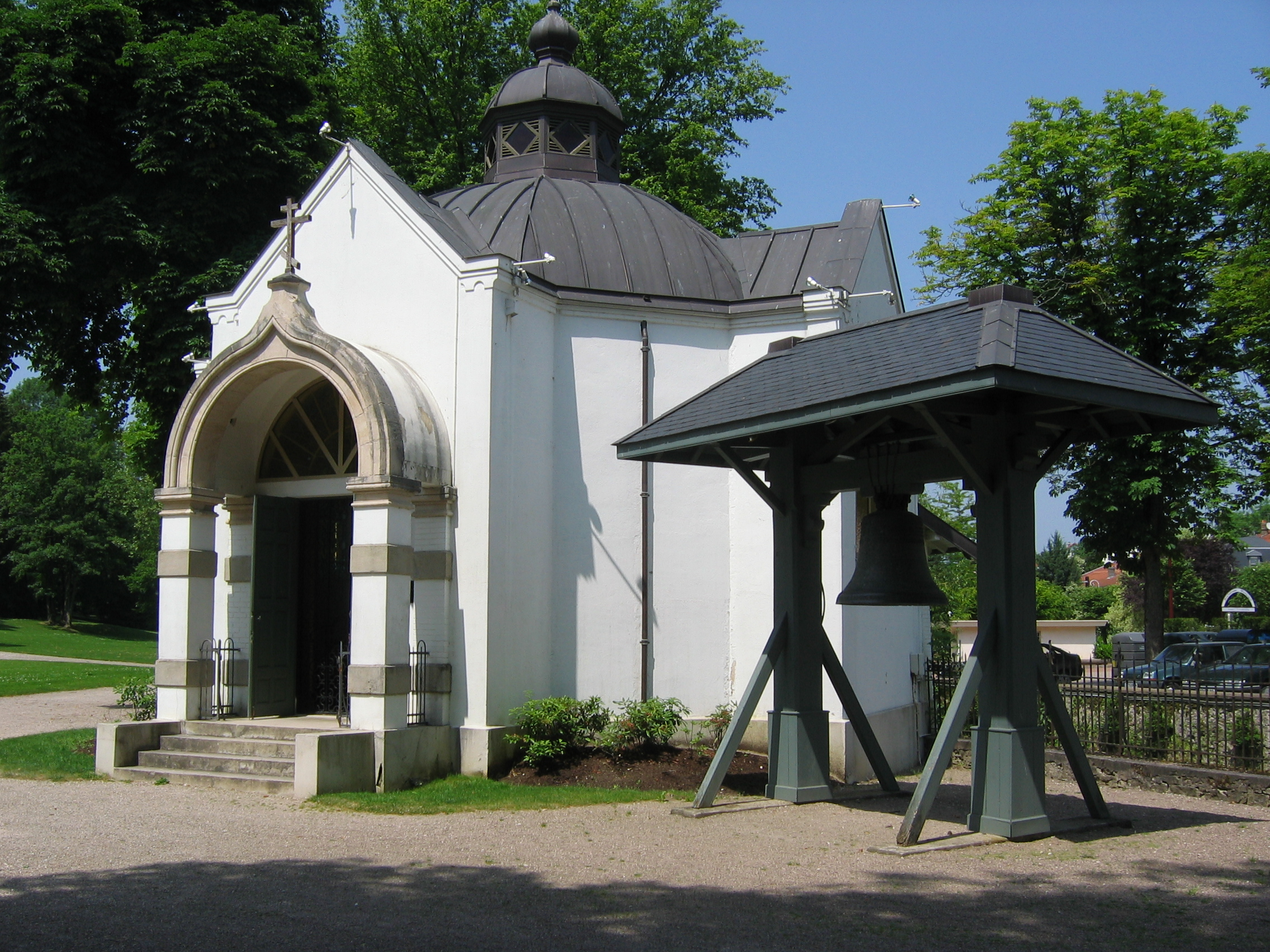
Chapelle familiale où fut inhumé en 1943 le grand-duc Boris Vladimirovitch de Russie, à Contrexéville.

Le grand-duc Boris Vladimirovitch, malade du foie depuis quelque temps, décéda le 8 novembre 1943 en son domicile du 67, rue de la Faisanderie à Paris. Les obsèques se déroulèrent à la cathédrale orthodoxe de Paris, en présence de son neveu Vladimir Kirillovitch et de la communauté exilée. L'inhumation du grand-duc eut lieu à Contrexéville dans la chapelle familiale.
Zinaïda Sergueïevna Rachewskaïa vécut encore vingt ans, avant de mourir à Paris le 30 janvier 1963 et fut inhumée au cimetière communal de Contrexéville (Vosges), dans le caveau de sa famille. 
Mariée morganatiquement au grand-duc Boris Vladimirovitch de Russie, elle ne fut jamais titrée grande-duchesse de Russie mais obtint de son beau-frère en 1935, le titre de princesse Rachewskaïa[réf. nécessaire].

## Distinctions
- 1914 : Ordre de Saint-Georges (4e classe)

## Généalogie
Boris Vladimirovitch de Russie appartient à la première branche de la Maison d'Oldenbourg-Russie (Holstein-Gottorp-Romanov), issue de la première branche de La Maison Holstein-Gottorp, elle-même issue de la première branche de la Maison d'Oldenbourg. Il est le petit-fils d'Alexandre II de Russie et de Marie de Hesse et du Rhin et de Frédéric-François II de Mecklembourg-Schwerin et d'Augusta Reuß zu Schleiz-Köstritz.

## Sources
- Généalogie des rois et des princes de Jean-Charles Volkmann. Edt. Jean-Paul Gisserot (1998)